# ドゥシット区

ドゥシット区の地図

ドゥシット区（ドゥシットく、タイ語: เขตดุสิต、デュシット区とも）は、タイ王国バンコク都の行政区の一つ。この行政区は、時計回りに、バーンスー区、パヤータイ区、ラーチャテーウィー区、パトゥムワン区、ポーンプラープ区、プラナコーン区、バーンプラット区の7つの行政区に接している。チャオプラヤ川に面している。

## 歴史
バンコクの旧市街であるプラナコーン区の北側に位置する。ラーマ5世によって開発が進められ、1900年にウィマーンメーク宮殿が建てられた。ラーマ6世によって建てられたチットラダー宮殿は、現在もタイ王室の住居となっている。
現在は、国会議事堂や政府機関が集まる行政の中心地である。歴史的建築物が点在し観光客の多いエリア。

## 建物等
- ウィマーンメーク宮殿
- チットラダー宮殿
- アナンタ・サマーコム宮殿（旧国会議事堂）
- ワット・ベンチャマボーピットドゥシットワナーラーム（大理石寺院）
- 国会議事堂
- ドゥシット動物園
- スワンドゥシット地域総合大学

## ギャラリー

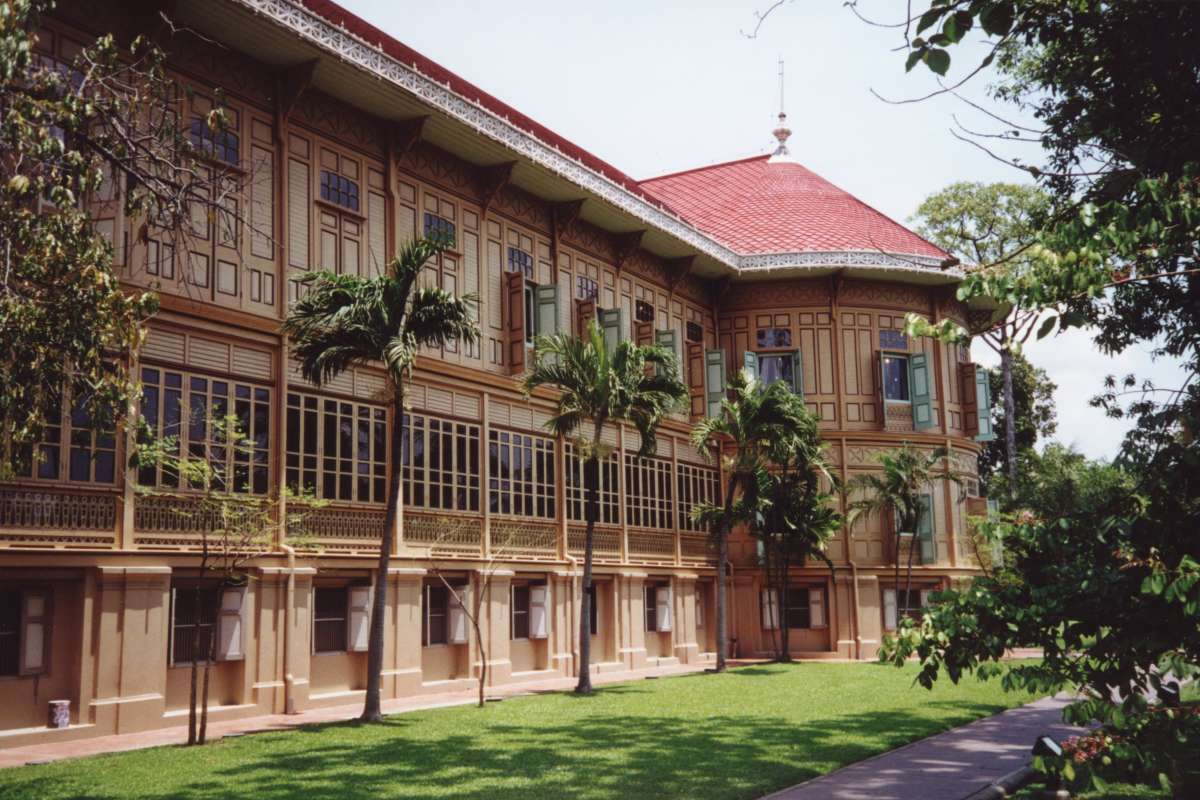
ウィマーンメーク宮殿
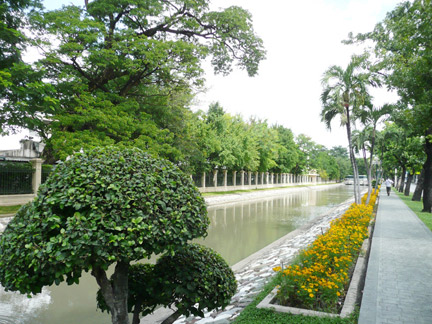
チットラダー宮殿の堀
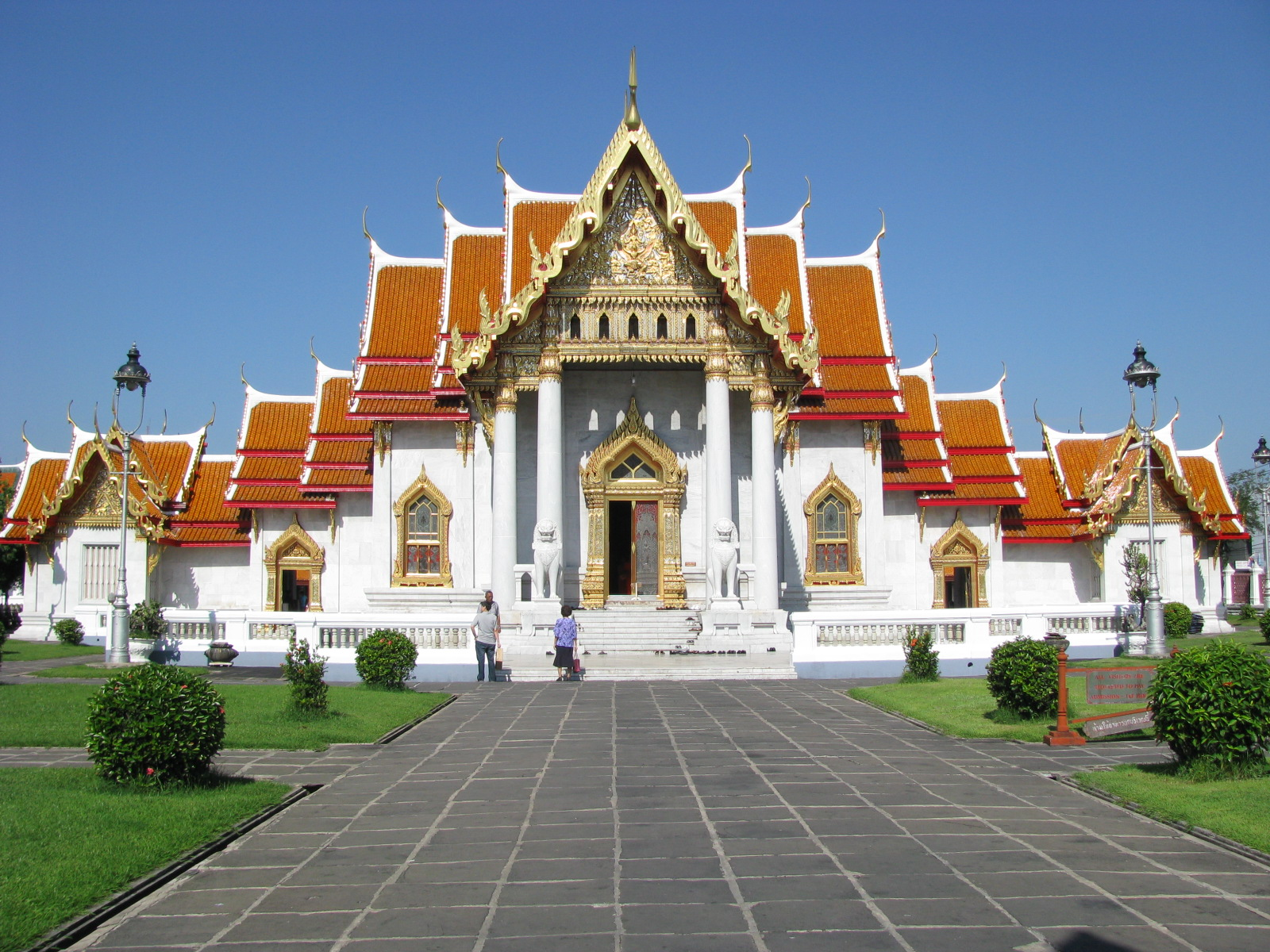
大理石寺院
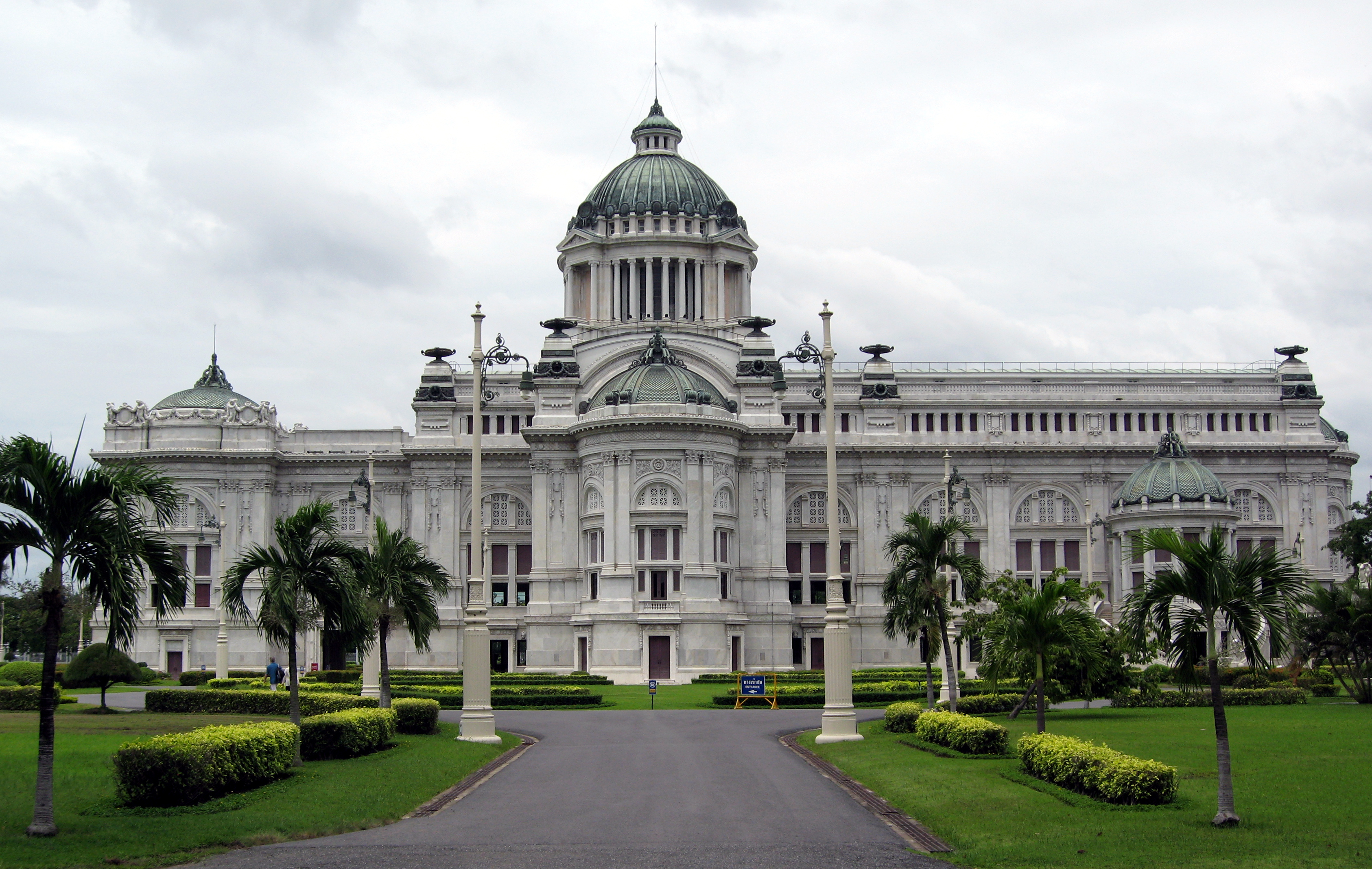
アナンタ・サマーコム宮殿